# ブラッド・イン ブラッド・アウト
『ブラッド・イン ブラッド・アウト』（原題：Blood In Blood Out / Bound by Honor）は、1993年に公開されたのアメリカ合衆国の犯罪映画。
イーストロサンゼルスのメキシコ系アメリカ人居住区を舞台に、血の束縛から逃れようとする3人のメキシコ系アメリカ人青年の青春を描いた作品。タイトルの意味は、メキシカン・マフィアの掟「血により入り血により出る」、すなわち殺人や流血により入会し、脱退しようとする者は殺されるという決まりから。
第6回東京国際映画祭最優秀監督賞受賞（テイラー・ハックフォード）。
日本では、2022年4月13日にウォルト・ディズニー・ジャパンよりDVD（VWDS7351）で発売されているが、本作以降の映像レーベルは、MIRAMAX HOME ENTERTAINMENTからHOLLYWOOD PICTURES HOME ENTERTAINMENTに変更された。

## あらすじ
1972年、イーストロサンゼルスのメキシコ系アメリカ人が多く住む町にメキシコ系と白人との混血の青年ミクロが帰って来た。ミクロの兄弟でストリートギャングのリーダーのパコとアーティストを目指すクルスの2人は彼を温かく迎える。
ある時、ミクロは縄張りに侵入して来た敵を痛め付けた報復としてクルスを車椅子生活にしたスパイダーを射殺したため、サン・クエンティン州立刑務所に収監される。
そこでミクロはメキシコ系のグループのリーダー・モンタナに助けられたことから、メキシコ系として認められたいと思ったミクロは、モンタナの一派に入りたいと申し出る。ミクロはモンタナの指示を次々と確実に実行していき、次第に認められるようになる。一方、クルスは麻薬に溺れ、パコは麻薬捜査官になっていた。
1980年、仮出所したミクロは足を洗おうとするが、刑務所時代の仲間と接触により、現金輸送車強奪計画に加わることになってしまい、さらにその現場でパコと思わぬ再会をしてしまい、彼に撃たれて片足を失ってしまう。
1983年、再び刑務所に入ったミクロはそこのリーダー格となった。ある日、刑務所内で暴動が起こり、それを鎮めるためにパコが派遣され、2人はまたしても思わぬ再会をすることに…。

## キャスト
※括弧内は日本語吹替
- ミクロ・ヴェルカ - ダミアン・チャパ（宮本充）
- パコ・アギラー - ベンジャミン・ブラット（園岡新太郎）
- クルス・カンデラリア - ジェス・ボレッゴ（伊藤栄次）
- モンタナ - エンリケ・カスティーロ（大塚芳忠）
- マジック・マイク - ヴィクター・リヴァース（星野充昭）
- ボナファイド - デルロイ・リンドー（小室正幸）
- レッド・ライダー - トム・トールズ（大友龍三郎）
- ポパイ - カルロス・カラスコ（稲葉実）
- ウォレス - テディ・ウィルソン（清川元夢）
- ビッグ・アル - ラニー・フラハーティ（小室正幸）
- デヴェロー看守部長 - マイク・ジェノヴェーゼ（峰恵研）
- ライトニング - ビリー・ボブ・ソーントン
- ジェロニモ - ダニー・トレホ
- カルロス - ジェフリー・リヴァス（荒川太朗）
- アイヴァン・バーネット警部補 - ヴィング・レイムス（沢りつお）
- ローリー・マッキャン - トーマス・F・ウィルソン（松本保典）
- チューイ - レイモンド・クルス
- フランキー - ヴァレンテ・ロドリゲス（桜井敏治）
- スパイダー - レイ・オリエル（平田広明）
- カルメン - ルーペ・オンティヴェロス（佐々木るん）
- ジェリー - リチャード・メイサー（クレジットなし）（稲葉実）